# Selenio 79
El selenio 79 (79Se) es un radioisótopo de selenio presente en el combustible nuclear gastado y en los residuos resultantes del reprocesamiento de este combustible. Es uno de los 7 productos de la fisión nuclear de larga vida. Su rendimiento es bajo (aproximadamente 0,04%). Su periodo de semidesintegración ha ido variando. Fue reportada como 650.000 años, 65.000 años, 1,13 millones de años, 480.000 años, 295.00 años, 377.000 años y, más recientemente con mejor precisión actual, 327.000 años.
El 79Se se descompone al emitir una partícula beta sin radiación gamma asociada. Se ha dicho que debido a su baja actividad específica y su energía relativamente baja de su partícula beta los peligros radiactivos de este isótopo son limitados.
Los cálculos de la evaluación del rendimiento para el almacenamiento geológico profundo belga estimó que 79Se puede ser el principal contribuyente a la liberación de la actividad en términos de bequerelios (desintegraciones por segundo). Sin embargo, para los cálculos para las evaluaciones de seguridad se utilizaron isótopos de 79Se con un periodo de semidesintegración de 65.000 años, mucho menos que el periodo de semidesintegración actualmente estimado.
Las secciones transversales de captura neutrónica para 79Se se han estimado en 50 barns para neutrones térmicos y 60,9 barns para la resonancia integral.
80Se y 82Se tienen rendimientos de fisión más altos, aproximadamente 20 veces el rendimiento de 79Se en el caso de 235Se, 6 veces en el caso de 239Pu o 233U y 14 veces en el caso de 241Pu.

## Movilidad del selenio en el medio ambiente
El selenio puede ser muy reacio a la reducción química y sería liberado de los desechos (combustible gastado o residuo vitrificado) como selenato soluble, una especie no adsorbida de los minerales de arcilla. La dosis de 79Se es comparable a la de 129I. Además, el selenio es un micronutriente esencial para muchos organismos (protección de la membrana celular contra los daños oxidativos) y puede ser bioconcentrado en la cadena alimentaria. En presencia de nitrato, incluso formas reducidas de selenio podrían ser fácilmente oxidadas y movilizadas.